# Портрет Лева X з кардиналами Джуліо Медічі і Луїджі Россі
«Портрет Лева X з кардиналами Джуліо Медічі і Луїджи Россі» — картина Рафаеля Санті, написана близько 1518 року. Зберігається в галереї Уффіці (Флоренція).

## Опис
На картині зображений папа Лев X з родичами — кардиналами Джуліо Медічі і Луїджі де'Россі. Його напружений погляд вказує на нелегкий період в житті, коли в християнському суспільстві намітився розкол, викликаний протистоянням Лева X з Мартіном Лютером, котрий звинувачував папау серед іншого в торгівлі індульгенціями для збору коштів на будівництво собору Святого Петра. Навершя крісла у формі кулі символізує сферичні кісточки рахівниць, натякаючи на історію сімейства Медічі.

## Історія
Великий портрет був написаний як подарунок Лоренцо, герцогу Урбінському, так як папа не мав можливості особисто бути присутнім на весіллі герцога з Мадлен де ла Тур, родичкою французького короля Франциска I і майбутньою матір'ю Катерини Медичі. За свідченням очевидців, портрет був розміщений в обідній залі Палаццо Медічі, щоб радувати герцогиню і її вельможних гостей «особистою присутністю» папи під час бенкетів.
З картини неодноразово робилися копії, одна з яких була виконана Джорджо Вазарі в 1536 році. Відома історія про те, що Федеріко II Гонзага нібито прийшов в таке захоплення картиною, що став благати Джуліо Медічі, який став на той час папою Климентом VII, продати її. Не бажаючи сваритися з впливовим герцогом, папа доручив Андреа дель Сарто створити точну копію портрета, що нині перебуває в Неаполі, яка і була відправлена Гонзага, до кінця своїх днів впевненого, що він володіє оригіналом Рафаеля. Історичність даного факту ставиться під сумнів.
З 1589 року і до цього дня картина зберігається в галереї Уффіці. Лише в період наполеонівських воєн, її конфіскували французькі загарбники разом з іншими творами мистецтва, і вона з 1799 по 1816 роки перебувала у Франції.